# Gość z głębin
Gość z głębin – wydana w roku 1979 antologia polskich opowiadań science fiction. Książkę wydała Spółdzielnia Wydawnicza „Czytelnik” w ramach serii wydawniczej „Z kosmonautą”. Redaktorem antologii był Lech Jęczmyk.

## Opowiadania
- Krzysztof Boruń – Człowiek z mgły
- Konrad Fiałkowski – Sylwester 2501
- Ryszard Głowacki – Interwencja
- Ryszard Głowacki – Diariusz Genetryka Heterokariona
- Waldemar Łysiak – Wrzód
- Aleksandra Mączka – Taki miły pacjent
- Zbigniew Prostak – Gość z głębin
- Krzysztof Rogoziński, Wiktor Żwikiewicz – W cieniu sfinksa
- Stefan Weinfeld – Opowieści z innych galaktyk
- Adam Wiśniewski-Snerg – Oaza
- Janusz A. Zajdel – Skok dodatni

## Krytyka
Redakcja napisała na okładce o opowiadaniach zawartych w tomie, że są „świadectwem dynamicznego rozwoju tej dziedziny twórczości [s-f] w Polsce w ostatnich latach”.
Maciej Parowski napisał o antologii, że jest „niezłym obrazem stanu polskiej sf” i, że ukazuje „wielogeneracyjność polskiej SF Anno Domini 1978, choć w sumie zawiera opowiadania dość jeszcze konwencjonalne”.
Wojtek Sedeńko, odnosząc się do faktu, że druga połowa lat 70. była początkiem wielkiej popularności SF w Polsce pisze, że – wraz z tomem Wehikuł wyobraźni – zbiór „dość dobrze dokumentuje dokonania naszych autorów na polu SF”.